# Almorzando con Mirtha Legrand
Almorzando con Mirtha Legrand (anteriormente conocido como Almorzando con las estrellas) fue un programa de televisión argentino emitido desde el 3 de junio de 1968, conducido por la actriz y presentadora Mirtha Legrand. A raíz de la pandemia de covid-19, tuvo que dejar de conducir sus clásicos almuerzos por ser del grupo de riesgo y fue reemplazada por su nieta y actriz Juana Viale. Desde 2022 el programa fue reemplazado por Almorzando con Juana.
Este programa recibió tres premios Martín Fierro especiales como el de Oro, el de Platino y el de Brillantes, este último es por la trayectoria de su conductora; también recibió dos premios Martín Fierro a la Trayectoria y un reconocimiento especial en 2022. 
Desde hace décadas que tiene una gran influencia y los debates políticos que se realizan en el programa tienen repercusión en los principales medios del país. Ha recibido a artistas, estrellas nacionales e internacionales, políticos, médicos, escritores y todo tipo de personalidades, incluyendo varios presidentes de la Nación.

## Historia
Mirtha Legrand se había alejado de la vida pública por unos meses tras la muerte de su madre Rosa, cuando Alejandro Romay, el director de Canal 9, le ofreció conducir su propio programa, que sería denominado Almorzando con las estrellas.
Se estrenó el 3 de junio de 1968, teniendo de invitados a Duilio Marzio, Alberto Migré, Leopoldo Torre Nilsson, Beatriz Guido, su esposo Daniel Tinayre y ella conduciendo. El primer director del Programa fue José Pedro Voiro, con producción de Carlos Alberto Cipolletti. Después, y durante varios años,  la producción estaría a cargo de Armando Barbeito y la dirección de Oscar Bertotto (Avezado director de cámaras de Canal 9)  El nombre hace referencia al formato del programa (Almorzando con las estrellas), en el que Mirtha compartía un almuerzo con una serie de comensales provenientes de la farándula. Tiempo después el nombre cambió a Almorzando con Mirtha Legrand por el propio peso de la conductora, virando más hacia un ciclo de entrevistas no solo a artistas sino también a políticos, dentro de un marco de almuerzo.
En 1973 poco tiempo después de una discusión con Romay el programa pasó a Canal 13. En 1974, poco tiempo después de que se estatizaran los canales de Televisión, luego de un comentario de Soledad Silveyra en el programa, este es levantado al día siguiente, regresando recién después del golpe de Estado de 1976 en el mes de junio de ese año por el mismo canal. El 1 de mayo de 1980 se transmitió por primera vez en colores. Debido al incendio que destruyó ese año gran parte de las instalaciones del canal, los almuerzos fueron realizados en el Alvear Palace Hotel en donde se acondicionó un estudio de televisión con el fin de seguir trasmitiendo el programa hasta diciembre de 1980.
En 1981 el programa no se emite, pero Legrand firma contrato con ATC —que en ese momento estaba en los primeros lugares de audiencia— para emitir los almuerzos durante 1982. Sin embargo, a principios de ese año la Secretaría de Comunicaciones impone un tope a los salarios de las figuras en TV y como el de Mirtha Legrand era superior a ese límite le rescinden el contrato, lo que deriva en un juicio de esta y su esposo contra el canal.
Regresa recién en octubre de 1990 por ATC. Al año siguiente pasó a Canal 9, y a fines de 1997 Romay vende el canal en manos de la australiana Prime Television, al año siguiente no le renuevan el contrato y en 1999 pasa a América TV hasta el año siguiente. El 7 de mayo de 2001 volvió a Canal 7.
En 2002 no se emitió, al año siguiente regresó a América TV en donde estuvo hasta febrero de 2011. No se emitió el programa durante la temporada 2011 (dado que los meses de enero y febrero fueron la continuación en Mar del Plata de la temporada 2010) y 2012, regresando a este canal en 2013, y finalmente al año siguiente desembarcó en El Trece, luego de los constantes anhelos de la conductora de pasar a "un canal líder" donde continúa transmitiéndose. Durante 1988, en plena época de Alfonsín, se transmitió Conversando con Mirtha Legrand para un grupo de canales del interior y VCC. En 1987, algunos canales del interior emitieron almuerzos grabados en el hotel Elevage, que finalmente fueron cancelados debido al bajo índice de audiencia.
En el último programa del año 1993, Mirtha Legrand durante un corte y según un video, insultó con lenguaje soez a su producción como consecuencia de haber hecho un mal inicio del último programa de ese año, aduciendo su avanzada edad y su decaída salud, a lo cual se refirió como "¡Demasiado esfuerzo hago, carajo, mierda!".
Otro acontecimiento importante en la historia del programa fue la muerte de su esposo, el productor del programa, Daniel Tinayre, el 23 de octubre de 1994. En ese momento se especuló con el final del programa, pero Mirtha decidió continuar su ciclo con la producción de un exsocio de su marido, Carlos Rottemberg. En 1999 moriría su hijo, tras lo cual el programa dejó de emitirse por un breve lapso de meses.
En 2003 le dijo al presidente electo Néstor Kirchner: “Algunos dicen que con usted se viene el zurdaje”. En otra oportunidad, le preguntó al entonces gobernador de la provincia de Buenos Aires, Eduardo Duhalde: "Dígame, gobernador, ¿qué relación tiene usted con el narcotráfico?".
Durante muchas temporadas, Almorzando con Mirtha Legrand en el verano —entre mediados de diciembre y finales de febrero—, se transmitía desde la ciudad turística de Mar del Plata, a 400 km al sur de la Ciudad de Buenos Aires, con motivo de cubrir las obras teatrales en cartelera de aquella ciudad.
El 3 de junio de 2008 se realizó una celebración en su programa donde se invitaron a 40 invitados y se realizó la misma actividad de todos los días.
En 2009, continuó realizando su programa en su temporada de verano desde Mar del Plata. Esa temporada finalizó el 20 de febrero de 2009 y luego Legrand se tomó las vacaciones más largas de los últimos años. El 18 de mayo de ese año, volvió con la temporada oficial de su programa, cumpliendo en este ciclo 41 años en la televisión.
Los primeros días de febrero de 2011, Jorge Rial confirmó que los clásicos almuerzos darían su fin el 18 de febrero de 2011.
Después del período de tiempo en el que estuvo alejada de la televisión entre marzo y julio de 2011, a principios de agosto, y luego de una serie de rumores y desinformaciones para especular y promocionarse, Mirtha recibió la oferta de la productora Endemol para realizar una miniserie de 26 capítulos para el canal Telefe, llamada La dueña. Este unitario se estrenó el 18 de abril de 2012, por lo que los ciclos de almuerzos no volverían en ese año. Aunque Mirtha, durante una entrevista el 14 de noviembre de 2011 en el programa de Susana Giménez, deslizó su idea de realizar en algún momento una nueva temporada de Almorzando, los días domingos al mediodía. Al mismo tiempo y con la emisión de este unitario a través del Canal 11, Legrand completó de está forma el círculo de incursión a través de los cinco canales de aire más importantes de la Argentina (América TV, Canal 7, Canal 9, Telefé y El Trece).
Finalmente en 2013, se concreta el retorno del programa por América TV, dejando el formato diario y adquiriendo formato semanal, los domingos al mediodía de 13:00 a 15:00. El primer programa de la temporada fue el domingo 4 de agosto de 2013, luego de 2 años, 5 meses y 17 días sin pantalla. Esta vez producido por Nacho Viale y Martín Kweller de Endemol. Este año se caracterizó por reunir periodistas y políticos con los cuales se arman charlas de política argentina. A partir del domingo 13 de septiembre de 2013, el programa cambia de horario y pasa a emitirse a las 13:30, extendiendo su duración que a partir de ese día comenzó a ser de 2 horas y media, de 13:30 a 16:00. El 22 de diciembre de 2013, dio por finalizada esta nueva temporada del ciclo.
En 2014 sucede algo histórico en su programa y pasa a emitirse por El Trece (uno de los canales líderes en audiencia de Argentina) después de su salida en 1980, los días sábados a las 22:00 y domingos a las 13:30 hs.
En enero de 2015 vuelve, después de años, a hacer temporada desde la ciudad de Mar del Plata con gran éxito.
En marzo de 2015 comenzó la temporada oficial 2015 transmitido desde Buenos Aires y en marzo de 2016 una nueva temporada. En junio de 2017 el programa cumplió 49 años.
El sábado 4 de agosto de 2018, El Trece preparó un especial por los 50 años del programa. Los invitados a esta extraordinaria edición fueron Ricardo Darín, Adrián Suar, Diego Torres, Martín Bossi y Soledad Pastorutti quien, además de acompañar a Legrand en el set, estuvo a cargo de algunos momentos emotivos y varios números musicales durante el festejo. Asimismo, se emitió un compilado de escenas representando pasajes memorables acontecidos a lo largo de la trayectoria de Mirtha en la televisión (la "censura" que sufrió durante el gobierno alfonsinista entre 1984 y 1989, supuesta razón por la que sus almuerzos dejaron de ser transmitidos temporalmente durante aquel período, y su célebre reacción al estar disconforme con las tomas de perfil en las grabaciones). Fue personificada en las diferentes etapas de su carrera artística por: Martina Stoessel, Juana Viale (su nieta), Marcela Tinayre (su hija), Laurita Fernández y Mariana Fabbiani y Lola Poggio (en Argentina, tierra de amor y venganza).
En el 2020, a raíz de la pandemia de COVID-19, el programa es conducido por la nieta de la conductora, Juana Viale, que siguió al frente del ciclo también durante 2021.
Desde septiembre de 2022, el programa es reemplazado en los mediodías del domingo de Canal 13 por "Almorzando con Juana", mientras Legrand continúa los sábados al frente de "La noche de Mirtha", siendo la última emisión del Almorzando de Mirtha en diciembre de 2021.

## Emisión

### Canales
| Año              | Canal                       |
| ---------------- | --------------------------- |
| 1968-1973        | elnueve                     |
| 1973-1974        | eltrece                     |
| 1976-1978        | eltrece                     |
| 1979             | ATC                         |
| 1980             | eltrece                     |
| 1982             | ATC                         |
| 1987             | Varios canales del interior |
| 1990-1991        | ATC                         |
| 1991-1998        | elnueve                     |
| 1999-2000        | América TV                  |
| 2001             | Canal 7                     |
| 2003-2011 y 2013 | América TV                  |
| 2014-2021        | eltrece                     |

## Variantes y programas hermanos

### Conversando con Mirtha Legrand (1988)
Luego de 5 años sin salir al aire, en 1988 le llegó la propuesta de hacer un programa de media tarde parecido al futuro Mirtha de noche, consistía en conversar con uno o dos invitados, transmitido en canales del interior, VCC.
Antes de esto intentó hacer Almorzando para el interior del país, pero los bajos puntos de audiencia lograron que sea un fracaso.

### Mirtha para Todos (1989-1990)
Esta fue la primera variante de Mirtha Legrand a la noche, emitido en el año 1990 los jueves por el canal ATC acompañando a Almorzando que se emitía en ese canal. Se emitió durante el año 1989 luego del final del gobierno de Alfonsín, donde Legrand recibía a distintos invitados por la noche sin comer ante cámaras los jueves por la noche. Era prácticamente una versión nocturna de los almuerzos sin comer ante las cámaras.[cita requerida]

### Mirtha de noche (1999-2000, 2004)

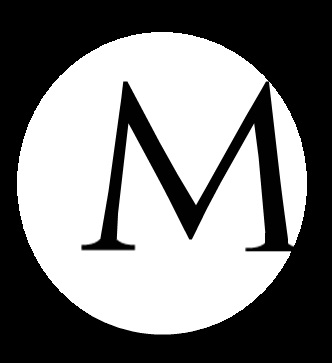
Logo de Mirtha de noche.

Este fue el nombre de una variante del programa, se emitió durante julio de 1999 continuando durante el verano del 2000 y finalizando en ese año. Su emisión era en el horario de las 22:15 h pero su día varió con el paso del tiempo, en 1999 los viernes, en el verano los sábados, a lo largo del 2000 los jueves y 4 años más tarde desde el 4 de enero los domingos a las 21:00 hasta el 3 de febrero de 2004 (duró solo 5 emisiones y fue cancelado por los pobres números de audiencia entre el 2.7 y el 4.2). Consistía en una entrevista hecha por Legrand al invitado desde un lugar de común acuerdo ya sea el hogar del invitado, un hotel, un estudio de TV y hasta un programa se realizó desde el comedor infantil "Los Piletones" de Villa Soldati. En la temporada 2004 se emitió desde la ciudad de Mar Del Plata.

### La noche de Mirtha (1998, 2013-presente)
Es la versión nocturna del programa Almorzando con Mirtha y hermano del programa Mirtha de noche. Se emitió por primera vez en enero de 1998 desde el Hotel Hermitage de Mar del Plata, junto a la temporada 1998 de Almorzando con Mirtha Legrand en Canal 8. A diferencia del ciclo de 1999-2000 y 2004, este programa consistía en 4 invitados o más.
La temporada 2013 se transmitió por la pantalla de América, los sábados a las 22:00. El primer programa fue el 31 de agosto de 2013 y el último el 22 de diciembre del mismo año. Comenzaron como especiales mensuales, pero debido a su éxito a partir del 16 de noviembre, las emisiones pasaron a ser semanales. El último programa de este año fue el sábado 21 de diciembre (véase La noche de Mirtha).
Tras el éxito del programa en 2013, y con el cambio de Legrand a eltrece, el programa vuelve a emitirse el 29 de marzo de 2014, saliendo al aire los sábados por la noche, antecediendo a la edición central de los domingos al mediodía.

### Almorzando con Juana
Desde el 18 de septiembre de 2022, el nuevo programa reemplazó al clásico programa, con la conducción de Juana Viale.
En abril de 2024, Mirtha condujo el programa como el regreso de este clásico programa a la televisión después de casi dos años, en reemplazo de su nieta Juana, que dejaba momentáneamente la conducción debido a un viaje vacacional con su pareja.